# Kauaiina molokaiensis
Kauaiina molokaiensis är en fjärilsart som beskrevs av Riotte 1979. Kauaiina molokaiensis ingår i släktet Kauaiina och familjen mätare. Inga underarter finns listade i Catalogue of Life.